# Gratiën

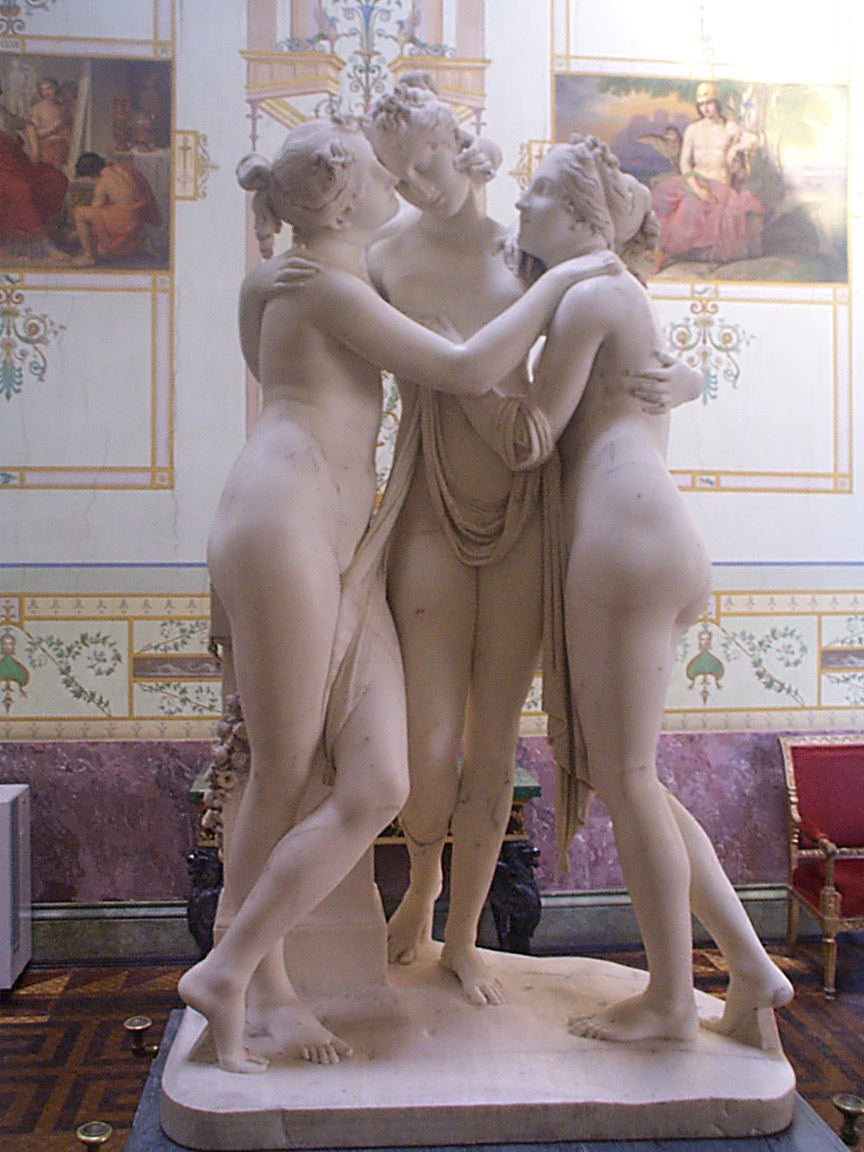
De drie gratiën door Antonio Canova

De drie Gratiën (Latijn: Gratiae), Chariten (Grieks: Charites) of de trits der Bevalligheden, waren drie zusters uit de Griekse en Romeinse mythologie.
Volgens de Griekse mythologie waren zij de  dochters van Zeus en Eurynome maar in sommige verhalen zijn ze ook het nageslacht van Dionysos en Aphrodite (Venus), of van Helios en de naiade Aegle. Volgens de Romeinse mythologie waren zij de dochters van Bacchus en Venus.
De Gratiën zijn:
- Aglaia, zij staat voor schoonheid en glans.
- Euphrosyne, zij staat voor vreugde.
- Thalia (of Cleta), zij staat voor (op)bloeiend geluk.

Peitho (volgens de Romeinen Suada) wordt soms als vierde genoemd. Samen staan ze voor vruchtbaarheid, creativiteit en charme.
De Gratiën werden vaak geassocieerd met de negen muzen. De rivier de Cephissus bij Delphi was aan hen gewijd.

## Gratiën in de kunst
De Gratiën inspireren de mensheid tot talent en creativiteit en zijn zelf ook een geliefd onderwerp in de kunst. Meestal worden ze zo afgebeeld dat ze met hun drieën naar elkaar toe staan met de armen over elkaars schouders. Ze worden ook vaak afgebeeld in de Elyzeese velden, de hemelse onderwereld van de Grieken.
De bekendste uitbeeldingen zijn:
- Het standbeeld van Antonio Canova. Dit beeld staat in de Hermitage in Sint-Petersburg.
- Het schilderij van Rafaël Santi uit 1505.

## Trivia
- In het Antwerpse park Den Brandt bevindt zicht de beeldengroep De Dansende Nimfen van de Duitse kunstenaar Walter Schott. Het is een quasi-identieke adaptatie van de klassieke Drie Gratiën.[1]

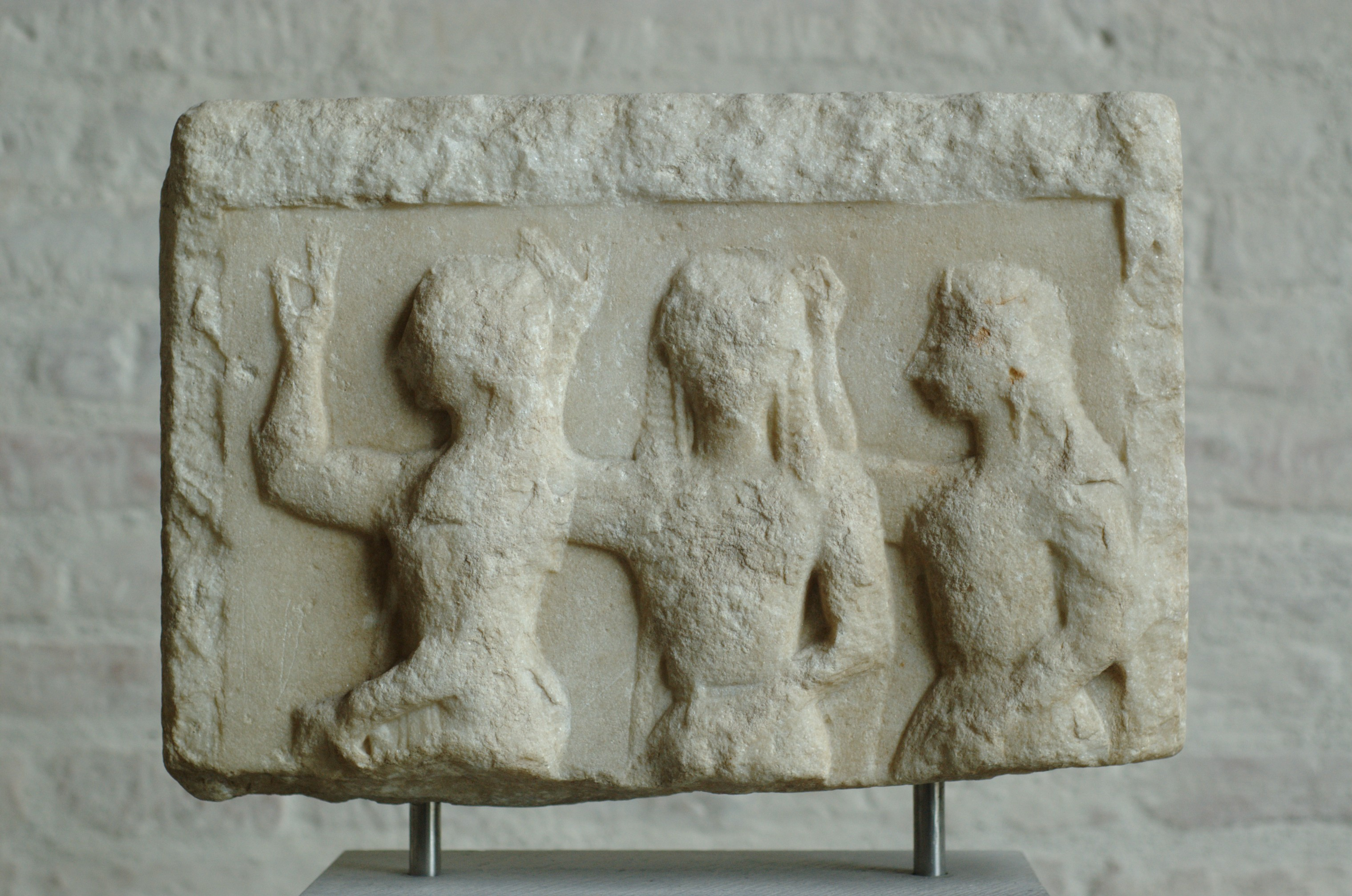
Griekse weergave van de Chariten van rond 560 v.Chr.
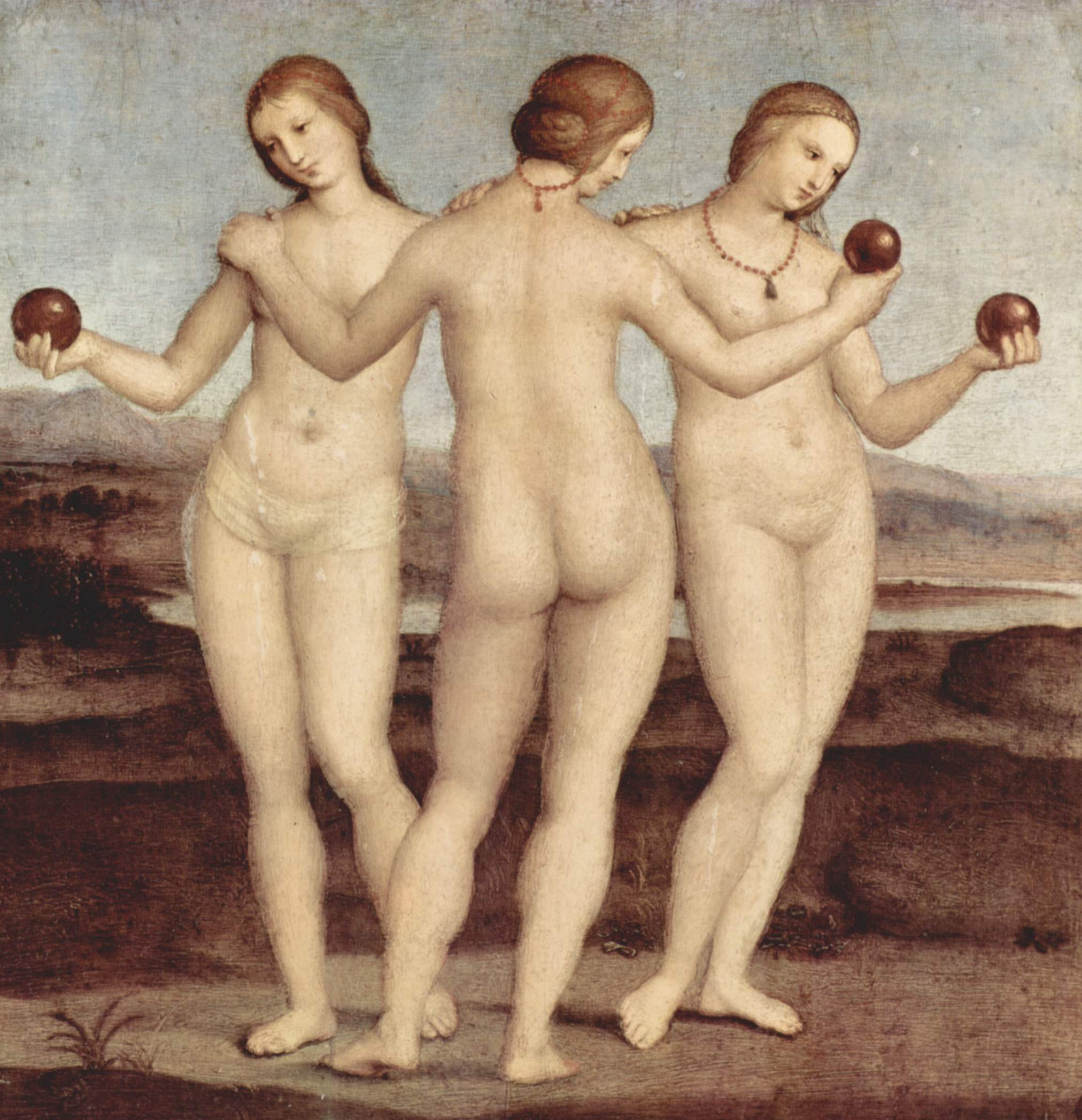
De drie Gratiën door Rafaël Santi
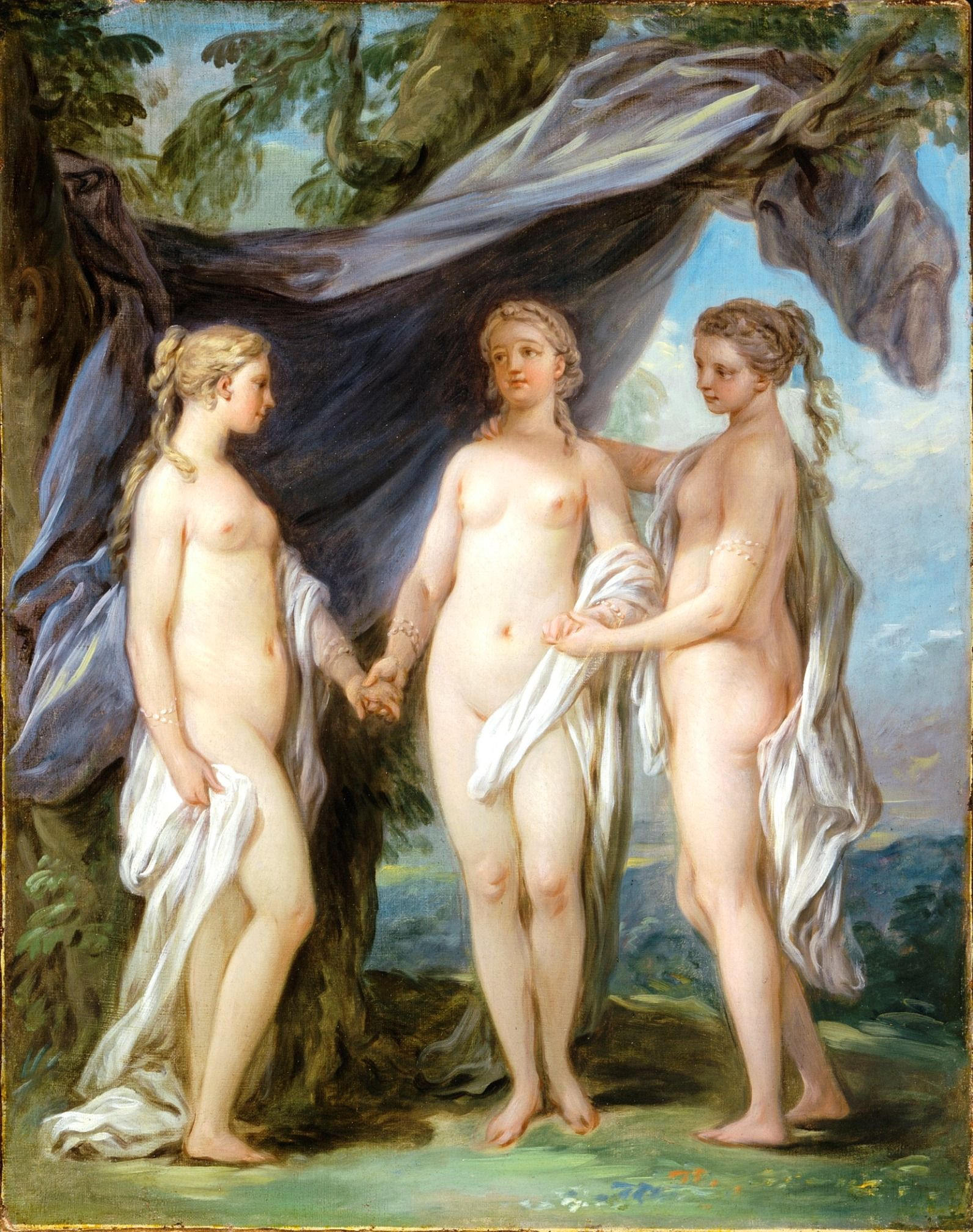
Schilderij van Jean-Baptiste van Loo, in Kasteel van Chenonceau
De drie gratiën door Peter Paul Rubens, (Prado)